# ワールドサッカーマガジン
ワールドサッカーマガジン（WORLD SOCCER MAGAZINE、略称WSM）は、かつてベースボール・マガジン社から発行されていたサッカー専門誌である。2008年3月6日号の発売を以って休刊となった。

## 概要
1999年に創刊された。2002年に当時ライバル誌であったワールドサッカーダイジェストを発行する日本スポーツ企画出版社から移籍した粕谷秀樹が、2006年まで編集に関わっていた。週刊サッカーマガジンの姉妹誌であり、日本国外のサッカーを専門に扱っているが、欧州5大リーグ（イングランド・スペイン・イタリア・ドイツ・フランス）は、リーグごとに現地記者の取材による情報が掲載されているのが特徴であった。また、コパ・リベルタドーレスの連載などもあった。